# Marksistskaja
Marksistskaja (Russisch: Марксистская) is een station aan de Kalininskaja-lijn van de Moskouse metro. Het station heeft twee overstapmogelijkheden, een naar de Koltsevaja-lijn, de ander naar de Tagansko-Krasnopresnenskaja-lijn. Het station ligt in de wijk Taganski en de beide aansluitende stations heten dan ook Taganskaja. Het station is onderdeel van het initiele deel van lijn 8 en was vanaf de opening op 30 december 1979 tot 25 januari 1986 het westelijke eindepunt van de lijn. In 1991 werd voorgesteld om het station om te dopen in Vorontsovskaja, hetgeen werd verworpen.   

## Ontwerp
Het thema van het station is, zoals al blijkt uit de naam, het Marxisme wat op meerdere plaatsen tot uitdrukking komt. Op de kopse kanten van de middelhal zijn boven de toegangen mozaïeken aangebracht, van de hand van M.N. Aleksejev, die de “Triomf van de ideeën van het marxisme” uitbeelden. De “ontwikkeling in een spiraal” uit de marxistische leer is verwerkt in de spiraalvormige verlichting in de middenhal en boven de perrons. De hoofdkleur is rood en de kolommen van het station zijn bekleed met  rood Boerovzjina marmer. Aan de perronzijde zijn de kolommen van een inkeping voorzien zodat het lijkt alsof er twee keer zoveel kolommen zijn. De vloer is van grijs graniet met rode inleg die anjers symboliseert. De muren langs de sporen zijn van gazganmarmer in verschillende tinten, terwijl het onderste deel met zwart graniet is bekleed.   

## Ligging en toegangen
Het station ligt tussen Tretjakovskaja en Plosjtsjad Ilitsja en kent een ondergrondse verdeelhal aan de oostkant. Deze verdeelhal heeft is via een voetgangerstunnel bereikbaar vanaf toegangen aan de Taganskajstraat en de Marksistskajastraat. Net als de middenhal en de perrons is ook de verdeelhal bekleed met Boerovzjina en gazan marmer. De verdeelhal is met roltrappen verbonden met het oosteinde van de middenhal. De overstap naar de Tagansko-Krasnopresnenskaja-lijn loopt vanuit de middenhal via trappen en een loopbrug, terwijl aan het westeinde van de middenhal roltrappen de verbinding met de Koltsevaja-lijn verzorgen.

## Reizigersdienst
Het perron ligt op 60 meter diepte. In 2002 passeerden dagelijks 40.250 reizigers de verdeelhal, terwijl het aantal overstappers in 1999 per dag 136.000 voor de Koltsevaja-lijn en 128.000 voor de Tagansko-Krasnopresnenskaja-lijn bedroeg. De eerste trein naar het oosten vertrekt om 5:42 uur, in het weekeinde om 5:43 uur. Om 5:48 uur vertrek de eerste trein richting het centrum. Ten oosten van het station is een verbindingstunnel naar de verbindingstunnel tussen beide andere lijnen. Ten westen van het station liggen overloopwissels waarmee het mogelijk is om de treinen te laten keren, wat ten tijde van de functie als eindpunt de standaard procedure was. 

## Galerij

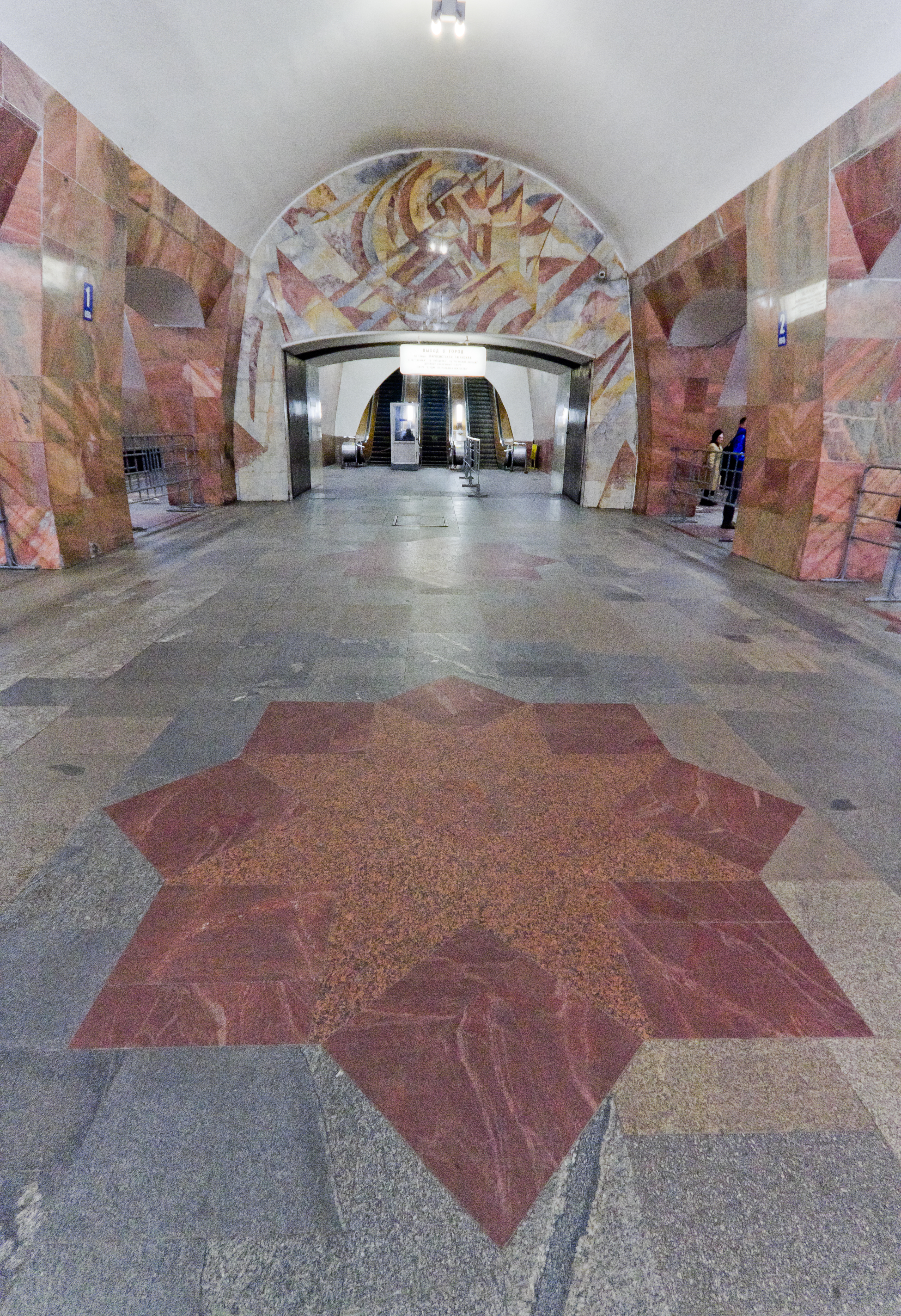
De oostelijke roltrappen en de vloer met anjers
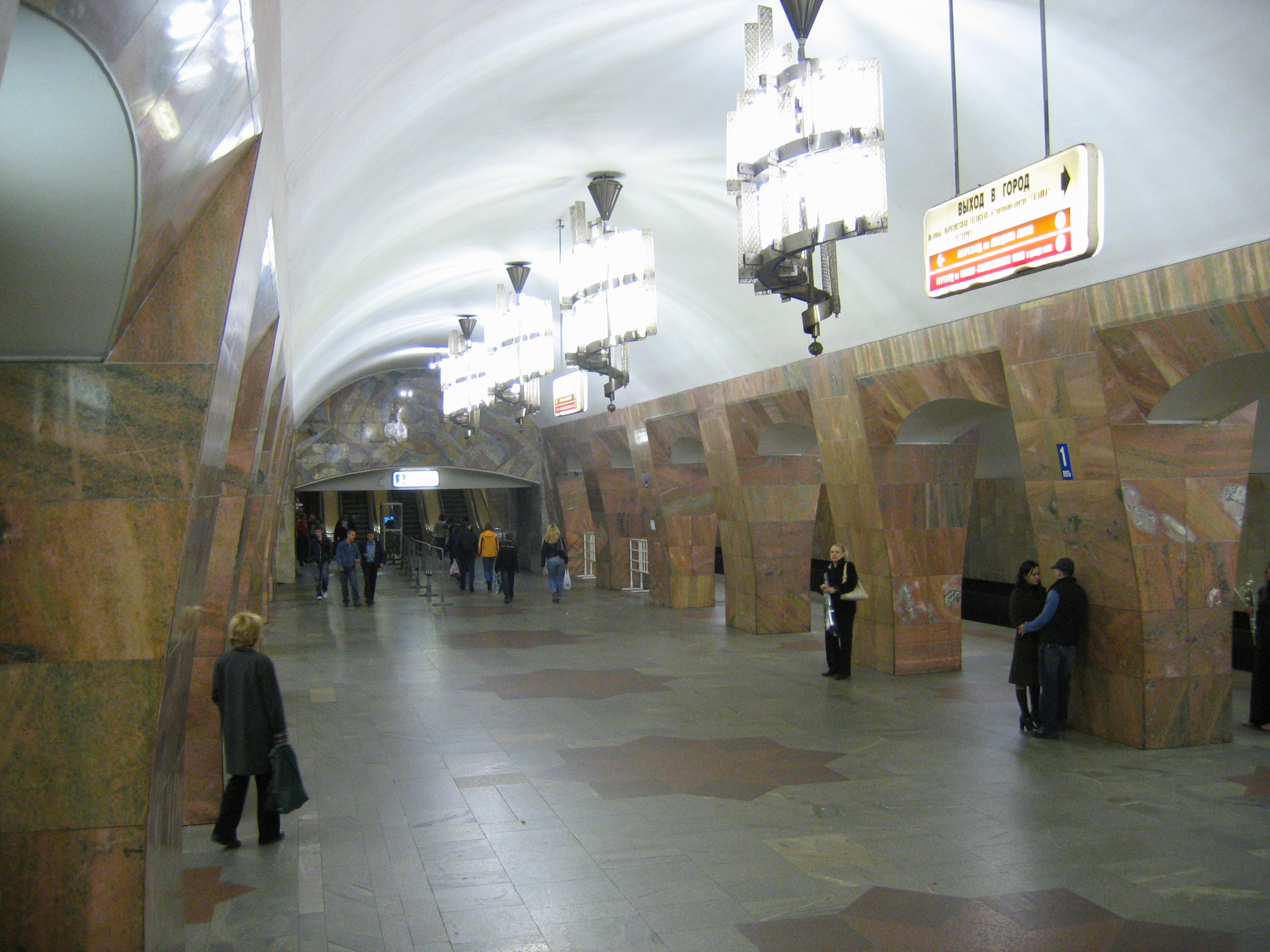
De westelijke roltrappen naar de Koltsevaja-lijn
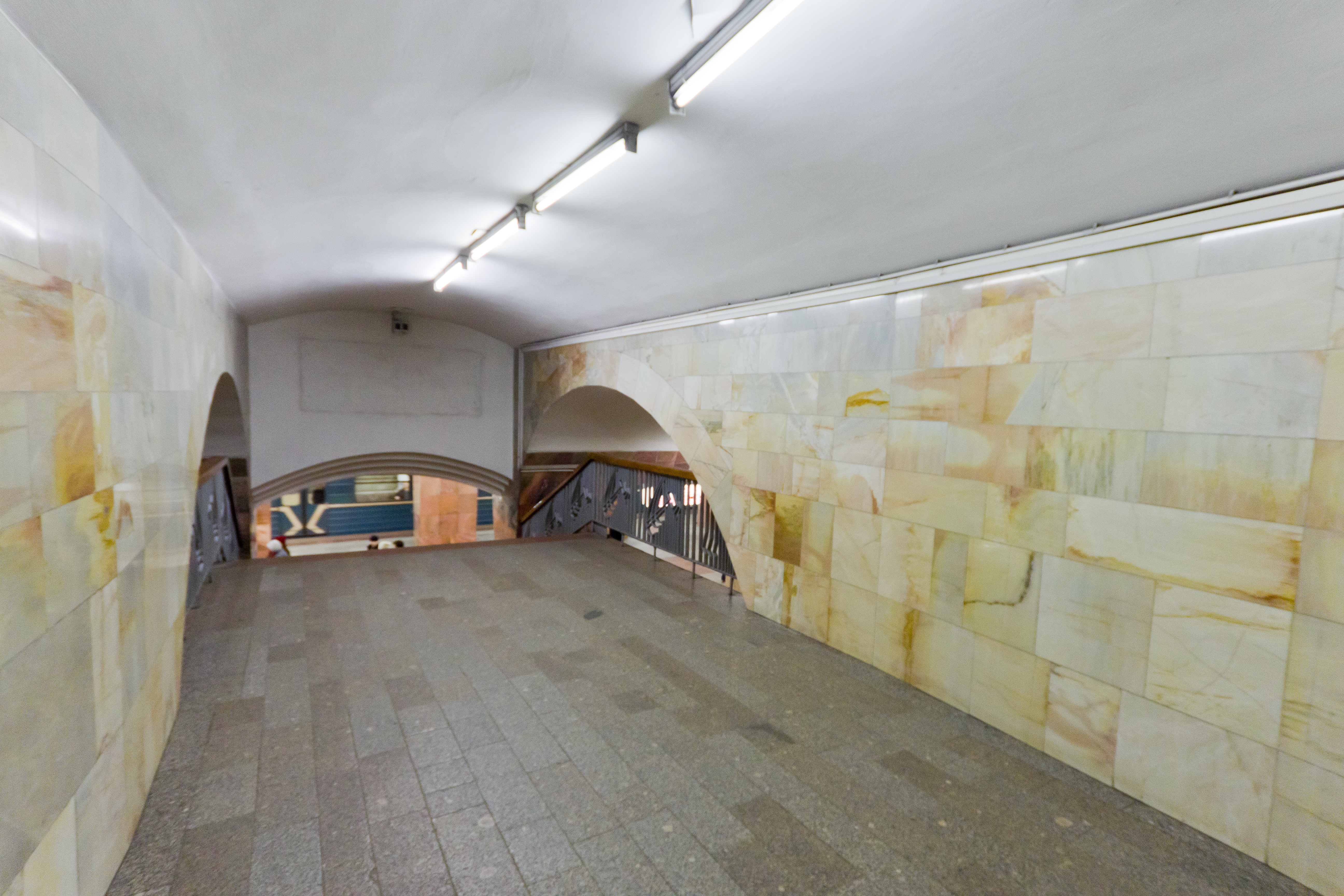
De verbindingsgang naar de  Tagansko-Krasnopresnenskaja-lijn